# Shekhawati (stato)
Lo Stato di Shekhawati fu uno stato principesco del subcontinente indiano, avente per capitale la città di Jhunjhunu.

## Storia

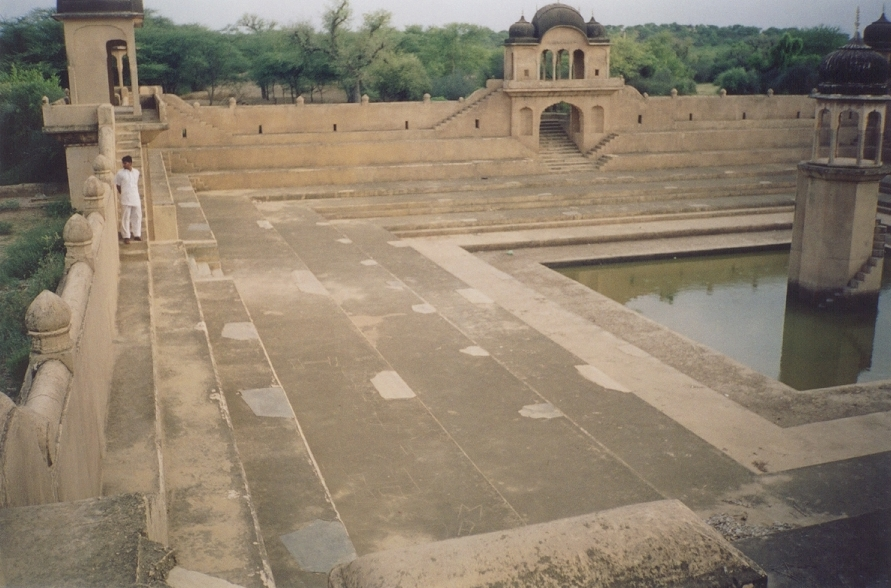
Il bawdi di Fatehpur. La città venne fondata da Rao Fateh Singh di Sikar nel 1515.

Lo stato di Shekhawati venne fondato e governato dai rajput Shekhawat sino all'indipendenza indiana nel 1947.
Rao Shekha di Dhundhar pose la prima capitale ad Amarsar. Dopo di lui, Rao Raimal, Rao Suja e Rao Lunkaran governarono lo stato. Rao Manohar succedette a suo padre Rao Lunkaran e fondò Manoharpur che venne poi rinominata Shahpura. Lo stato di Shekhawati conquistò poi Jhunjhunu, Fatehpur, Narhar di Kaimkhanis e vi stabilì il proprio dominio sino al 1614.
Lo stato entrò a far parte dell'Unione Indiana nel 1948.